# Charltona
Charltona là một chi bướm đêm thuộc họ Crambidae.